# Google Play Музика
Google Play Музика (англ. Google Play Music) — це колишній музичний та подкастовий стримінговий сервіс та хмарне сховище музичних файлів, якими керує компанія Google. Про відкриття сервісу було оголошено 10 травня 2011 року, та через 6-місячний бета-період, доступ до якого був лише за запрошеннями, 16 листопада 2011 року його було запущено.
Користувачі стандартних облікових записів можуть завантажувати і слухати до 50 000 треків зі своєї особистої бібліотеки на безоплатній основі. Підписання до плану «All Access» продається у поєднанні з YouTube Premium, та дає користувачам можливість потокового прослуховування будь-якої пісні з каталогу Google Play Музики. Користувачі мають можливість придбати додаткові пісні для власних бібліотек за допомогою розділу музичного магазину Google Play. На додачу до запропонованої музики для стримінґу, мобільні застосунки Google Play Music дозволяють зберігати музику на пристрої та слухати її в автономному режимі.

## Можливості

### Звичайні акаунти
Google Play Музика пропонує всім користувачам безкоштовно завантажити до 50 000 власних пісень для прослуховування онлайн Користувачі мають можливість слухати пісні за допомогою веб плеєра та мобільних застосунків. Сервіс сканує колекції користувачів та порівнює файли треків у каталозі Google, які можливо слухати онлайн або завантажити в якості 320 кбіт/с. Усі файли, які не збіглися з наявними, завантажуються на сервери Google для стримінґу чи повторного завантаження. Пісні, які були придбані у Google Play Store, не враховуються до 50 000 ліміту на завантаження інших треків.
Підтримувані формати файлів для завантаження охоплюють: MP3, AAC, WMA, FLAC, OGM та ALAC. Усі завантажувальні не mp3-файли будуть конвертовані у mp3. Обмеження розміру файлів після конвертації складає 300 Мб.
Пісні можуть бути завантажені до мобільних застосунків для відтворення в автономному режимі, а також на комп'ютерах за допомогою програми Music Manager.

### Преміум акаунти
З платною підпискою на Google Play Музиці, на додачу до стандартних функцій користувачі отримують доступ до вільного прослуховування 40 мільйонів пісень онлайн, без реклам під час прослуховування, без обмежень на кількість пропусків, а також відтворення в автономному режимі на мобільних застосунках. Для нових користувачів доступна 30-денна безкоштовна пробна версія на підписку в Google Play Music.
На кінець 2018 року, при увімкненні платної підписки на YouTube Premium, також надається повний доступ до Google Play Music та схожого сервісу YouTube Music.

### Платформи
Google Play Музикою можна користуватися у WEB версії з виділеного розділу у Google Play Музика сайту Google Play.
На смартфонах і планшетах музику можна слухати за допомогою застосунку Google Play Музика для ОС Android (версії 4.0 та вище) та IOS. (версії 8.2 або вище). До п'яти смартфонів можуть бути використані для доступу до бібліотеки у Google Play Музики, і до десяти пристроїв в огулі. Одночасно прослуховування можливе лише з одного пристрою.

### Samsung Galaxy S8
У квітні 2017 року, з'явилися повідомлення щодо стандартного музичного програвача для нового Samsung Galaxy S8, яким стане Google Play Музика продовжуючи тенденцію, яка розпочалася із Samsung Galaxy S7 у 2016 році. Однак для S8 Samsung співпрацює з Google, аби залучити додаткові виняткові функції до застосунку, в тому числі можливість завантажувати до 100 000 треків, на 50 000 треків більше, ніж користувачам зазвичай дозволено завантажувати. Google також заявив, що буде розвивати інші «спеціальні функції у Google Play Музики лише для клієнтів Samsung». У червні Google Play Музика, винятково для S8, оновив функцію «New Release Radio», щоденний підібраний плейлист нових музичних релізів. У липні плейлист був доступний для всіх користувачів. У прес-релізі Google зазначив що ексклюзивність на пристроях Samsung була частиною «раннього доступу до служби», яка слугувала задля тестування і відгуків.

## Історія

### Початок (2010—2011)
Про Google Music вперше було оголошено на I/O конференції у 2010 році, де перший віце-президент Google Вік Ґандотра показав розділ «Музика» на Android Market, який дозволяє користувачам завантажувати музику крізь онлайн магазин-сховище. Спочатку він був доступний тільки за запрошеннями для мешканців США та мав обмежену функціональність; безкоштовно надавалася послуга «music locker» для зберігання до 20.000 пісень, але музична онлайн крамниця була відсутня під час бета-періоду, бо на той час Google не вдалося досягти ліцензійних домовленостей із лейблами.
Після шести місяців бета-тестування, 16 листопада 2011 р., компанія Google відкрито запустила сервіс у США, під назвою «Google Music» з анонсом заходу «These Go to Eleven». На заході було представлено кілька особливостей сервісу, а саме інтеграція музичної крамниці до Play Market, обмін музикою у соціальній мережі Google+, «Artist Hub» сторінки для музикантів та інші. Під час запуску Google мав партнерські стосунки з трьома великими лейблами — Universal Music Group, ЕМІ, Sony Music Entertainment та з іншими дрібнішими компаніями, хоча згоди з Warner Music Group досягнуто й не було; у загалі, узгодження покрили 13 мільйонів треків, 8 млн з яких були доступні для придбання на момент випуску. Для розкрутки початку роботи сервісу, кілька музикантів видали безкоштовні пісні та ексклюзивні альбоми; The Rolling Stones видали живий запис Brussels Affair (Live 1973). Також гурт Pearl Jam випустив «живий» концерт, який був записаний у Торонто, під назвою 9.11.2011 Toronto, Canada.

### Повільний ріст (2012—2017)
У січні 2012 року, до Google Music була додана певна функція, яка дозволяє користувачам завантажувати копії треків у якості MP3 320 кбіт/с, обмеженням 2 треки на годину з вебсторінки, або необмежено за допомогою застосунку.
За даними на лютий 2012 р. доповіді CNET, керівники компанії Google були незадоволені сприйняттям та доходами Google Music у перші три місяці.
У березні 2012 року компанія провела ребрендинг Android Market та його цифровий контент. Сервіс отримав назву «Google Play»; назва музичного сервісу була змінена на «Google Play Музика».
У жовтні 2012 року компанія Google оголосила що вони підписали контракти з Warner Music Group аби додати «їх повний музичний каталог» до послуги.
На I/O конференції розробників Ґуґлу у травні 2013 року, Google оголосив що Google Play Музику буде доповнено платною за запитом музичною стримінговою послугою під назвою «All Access», що дозволяє користувачам прослуховувати будь-яку пісню з каталогу Google Play. Він дебютував відразу у США за 9,99 $ на місяць (7,99 $ на місяць, якщо користувач підписаний до 30 червня). Сервіс дозволяє користувачам поєднувати всі пісні каталогу з треками, які користувачі мають на власних пристроях.
Google Play Музика був одним із перших чотирьох застосунків, сумісних з цифровим медіаплеєром Google Chromecast, випуск якого розпочався у липні 2013 року.
У жовтні 2014 року, було введено нову функцію з назвою «Listen Now», яка забезпечувала контекстні і кураторські рекомендації та плейлисти. Ця функція була пристосована від технології Songza, яка була придбана Google на початку року.
12 листопада 2014 року, підрозділ Google YouTube, анонсував «Music Key», нову преміум послугу, яка обходить «All Access» та передбачає стримінгові послуги Google Play Музики, проте з відсутніми рекламами у музичних відео на YouTube. Додатково, функції цих платформ були інтегровані одна в одну; поради Google Play Музики та музичні відео YouTube доступні в обох послугах. 28 жовтня 2015 сервіс було повторно перезапущено у переробленому вигляді як YouTube Red, збільшуючи набір пропозицій, які вільні від реклам у музичних відео, на противагу звичайним відео, а також з ексклюзивним контентом, який було створено у партнерстві з відомими продюсерами та особистостями YouTube.
У грудні 2015 року, Google почав пропонувати сімейний план сервісу Google Play Музики, який дозволяє необмежений доступ до треків для шести членів сім'ї за $14.99/місяць. Наразі до сімейного плану мають доступ наступні країні: Австралія, Бельгія, Бразилія, Канада, Чилі, Чехія, Франція, Німеччина, Ірландія, Італія, Японія, Мексика, Нідерланди, Нова Зеландія, Норвегія, Росія, Південна Африка, Іспанія, Україна, Велика Британія та США.
У квітні 2016 року, Google оголосила що у Google Play Музиці почнуть з'являтися подкасти. Поява першого оригінального подкасту серії «City Soundtracks» була оголошена у березні 2017 року та у ній «будуть представлені інтерв'ю з різними музикантами про те, як їхні рідні міста впливають на їхню працю, у тому числі люди і події, які на них уплинули».
У листопаді 2016 року, компанія Google представила смарт-акустичну систему Google Home з вбудованою підтримкою Google Play Музики.

### Закриття (2018—2020)
У квітні 2018, почали з'являтися чутки, що Google планує закрити Google Play Музику та об'єднати чинних абонентів у новій послузі під назвою YouTube Remix. Вебсайт Droid Life, що надав цю інформацію, переказав слова свого джерела, яке повідомило що Google Play Музика об'єднається в YouTube Remix під кінець 2018 року. Представник YouTube відповів:
Попередньо вже ми повідомляли, що об'єднання команд YouTube Music та Google Play продукту — музика є дуже важливою для Google, і це важливо мати одну послугу, яка задовольнятиме користувачів та музикантів. На часі для користувачів ніяких змін не станеться і вжило багато заходів для повідомлення, коли ці зміни настануть.
У червні 2018, Google повідомив, що YouTube Red буде заміщено YouTube Premium разом із YouTube Music. Користувачам, які підписані на Google Play Музику у Сполучених Штатах, Австралії, Новій Зеландії та Мексиці було надано доступ до YouTube Premium — який містить також YouTube Music Premium. Користувачі, які мешкають поза межами цих чотирьох країн все ще мають платити за підписання до YouTube Premium, аби мати доступ до можливостей Premium, проте їм було надано вільний доступ до YouTube Music Premium. Початково Google планував переведення усіх підписників Google Play Музики до послуги YouTube Music не раніше ніж до 2019 року, але згодом термін перенесли на наступний рік. В травні 2020 року стало відомо про закриття сервісу в 2020 році та можливість продовження використання користувачами YouTube Music із можливістю збереження завантажених раніше даних.
У серпні 2020 року Google оголосив докладний графік закриття, що починається наприкінці серпня і закінчується повним видаленням даних у грудні. З кінця серпня Music Manager більше не підтримує викладання та завантаження музики. З вересня Google Play Музика більше не доступна у Новій Зеландії та Південній Африці, а з жовтня потокове передавання музики почало вимикатись для деяких користувачів в Інтернеті та додатках на міжнародному рівні. У грудні всі музичні колекції користувачів буде видалено.
Станом на жовтень 2020 року магазин музики більше не доступний.

## Географічна доступність

Доступність Google Play Music у світі

Стандартні облікові записи на Google Play Музики доступні у 63 країнах. Google Play Музика доступна в Аргентині, Австралії, Австрії, Білорусі, Бельгії, Болівії, Боснії і Герцеговині, Бразилії, Болгарії, Канаді, Чилі, Колумбії, Коста-Риці, Хорватії, Кіпру, Чехії, Данії, Домініканській Республіці, Еквадору, Сальвадору, Естонії, Фінляндії, Франції, Німеччині, Греції, Гватемалі, Гондурасі, Угорщині, Ісландії, Індії, Ірландії, Італії, Японії, Латвії, Ліхтенштейну, Литві, Люксембургу, Македонії, Мальті, Мексиці, Нідерландах, Нікарагуа, Новій Зеландії, Норвегії, Панамі, Парагваю, Перу, Польщі, Португалії, Румунії, Росії, Сербії, Словаччині, Словенії, Південній Африці, Іспанії, Швеції, Швейцарії, Україні, Великій Британії, Сполучених Штатів, Уругваю та Венесуелі.
Облікові записи типу преміум також є доступними у вищезгаданих країнах, як і стандартні акаунти.
Сервіс було запущено у Великій Британії, Франції, Німеччині, Італії та Іспанії у жовтні 2012 року, Чехії, Фінляндії, Угорщині, Ліхтенштейну, Нідерландах, Росії і Швейцарії у вересні 2013 року, Мексиці у жовтні 2013 року Німеччині у грудні 2013 року, Греції, Норвегії, Швеції і Словаччині у березні 2014 року, Канаді, Польщі і Данії у травні 2014 року, Болівії, Чилі, Колумбії, Коста-Риці, Перу та Україні у липні 2014 року , Домініканській Республіці, Еквадору, Гватемалі, Гондурасу, Нікарагуа, Панамі, Парагваю, Сальвадору і Венесуелі у серпні 2014 року, Бразилії і Уругваю у вересні 2014 року, 13 нових країн у листопаді 2014 року, Бразилії у листопаді 2014 року, Аргентині у червні 2015 року, Японії у вересні 2015 року, Південній Африці та Сербії у грудні 2015 року та в Індії у вересні 2016, де лише було можливо здійснювати купівлю музики. Запуск модельного плану «All Access» в Індії було здійснено у квітні 2017 року.

## Сприйняття
У 2013 році Entertainment Weekly провів порівняння кількох музичних стримінгових сервісів та надав планові «All Access» Google Play Музиці оцінку «B+», зазначивши:
Додавання завантаження для збільшення величезного потокового архіву заповнює деякі величезні прогалини.
Також після появи на території України подібного сервісу YouTube Music вартість платного користування зросла від 59,00 ₴ до 79,00 ₴ в індивідуальному плані та від 89,00 ₴ до 119,00 ₴ у сімейному плані.